# Литовско-ордынские войны
Военные конфликты Великого княжества Литовского и Золотой Орды начались в середине XIII века, со времени образования обоих государств, и продолжались вплоть до распада Золотой Орды и образования Крымского ханства во второй половине XV века.

## Походы Орды на Литву

### Период монгольского нашествия на Русь
Монгольское нашествие на Русь в 1237—1241 годах не затронуло Литву и «…литовцы не знали ужасов этого монгольского нашествия и не попали под иго татаро-монгольских ханов». Как отмечал историк-медиевист В. Т. Пашуто, попытки на основании поздних литовско-русских летописей сделать предположение о литовско-татарской войне не могут быть приняты ввиду общей недостоверности привлеченных источников. Источники не знают о вторжении татарских войск ни в Литву, ни в земли, захваченные немецкими рыцарями.

### Походы Золотой Орды
1258 — во время правления Берке, был организован совместный ордынско-русский  поход на Литву под руководством монгольского военачальника Бурундая при участии галицко-волынских князей — Василько Романовича, Льва Даниловича. Поводом послужило разорение смоленского княжества Литвой. По мнению В. Т. Пашуто «данный поход Бурундая серьезно ослабил Юго-Западную Русь, лишив ее литовского союзника», в чем и была, согласно В. Л. Егорову, одна из целей похода. Бурундай выступил от среднего течения Днепра, из района Ворсклы и Псёла, к берегам Немана, на правобережье которого соединился с Василько Романовичем, шедшим из Берестья. Объединённые силы продвинулись на север, разорив центральную литовскую провинцию, где находился город Тракай, и Нельшанскую землю.
Литовская знать действовала сплоченно – Товтивил и покинувший монастырь Войшелк отобрали у Романа Черную Русь, а его самого взяли в плен.  Епископ Христиан покинул Литву и больше в ней не показывался. Основные литовские силы избегали решительной битвы и отступали на северо-запад. Эта тактика принесла плоды. Разорению подверглись значительные территории. Согласно летописи «взяша татарове всю землю Литовску». Русско-ордынское войско, пройдя через земли ятвягов, повернуло в обратный путь, на юг. Во время похода были сожжёны Клецк и Слуцк.. По мнению Г. В. Вернадского поставленных целей поход не достиг, основные литовские войска избежали решающего боя. Край, истощенный внутренними распрями, был разграблен.
1274—1275 — Зимний поход против Литвы (согласно исследованию М. Грушевского, 1275—1276 годов) был организован Львом Даниловичем при поддержке Туда-Менгу, в отместку за войну Тройдена с Владимиром и опустошение Дрохичина. Хан обязал участвовать в походе смоленских и брянских князей Романа Михайловича, Олега Романовича, Глеба Смоленского. С 1274 года в Смоленск стали часто приезжать ханские военачальники. После переписей, из Орды прибывали десятники, сотники, тысячники, темники и создавались специальные отряды. Строились слободы, в которые собирался окрестный люд, в основном русское население. В дальнейшем, эти отряды передавались баскакам, и действовали совместно с ханскими войсками в военных экспедициях. Баскаческие отряды были поставлены в пределах Муромской, Рязанской, Суздальской, Владимирской, Курской, Тверской и предположительно Смоленской, земель. Исключение составлял лишь Новгород. Татарское войско в этой кампании возглавил воевода Ягурчин.
Войска Льва Даниловича, соединившись с татарами у Слуцка, двинулись с большими силами к Новогрудку, разграбили и разрушили окольный город, был предпринят штурм замка, но детинец взять не удалось. Заднепровские князья в основном саботировали поход и опоздали к дележу добычи.
В это же время Мстислав Данилович, начав поход из Копыля, воевал на Полесье Галицко-волынские войска, уже с участием пинских и туровских сил, напали на Новогрудок, взяли его штурмом и разграбили замок.
В 1277—1278 годах состоялся поход, задуманный ханом Ногаем при поддержке союзных ему южнорусских князей, он обратился с предложением союза к Владимиру Васильковичу Волынскому, Льву Даниловичу Галицкому и Мстиславу Даниловичу Луцкому и провёл с ними совместный поход на Литву. Первоначально намереваясь напасть на Новогрудок, атакующие изменили план и повернули на Гродно. Предположительно причиной похода послужила прусская колонизация края. У Волковыска спящие войска подверглись ночному нападению защитников города. В завязавшемся сражении было захвачено в плен много галицко-волынских бояр. Не имея возможности захватить укрепления города, Мстислав Данилович с частью луцких и галицких сил отступил от города взамен на возврат пленных. В походе также участвовал Владимир Василькович.

## Походы Литвы на Орду

### В правление Гедимина
Гедимин при походах на Волынь и Киев в начале 1320-х годов испытывал противодействие со стороны не только русских князей, но и ордынских вспомогательных отрядов, о чём сообщает М. Стрыйковский. Никоновская летопись содержит сведения о походе войск Узбека на Литву в 1324 году (было выведено большое количество пленных), что историки рассматривают как ответ Орды на действия Гедимина против зависимых от неё русских княжеств. Вслед за этим Литву посетило ордынское посольство. На Киевщине был установлен режим, при котором князь был вассалом Гедимина, но ордынские баскаки сохранили свои позиции, а в 1325 году в грамотах римского папы Иоанна XXII в лагере, противостоявшем польско-венгерским войскам, указаны вместе с коренным населением Галицко-Волынской Руси («схизматиками») ордынцы и литвины («язычники»).
В последующие десятилетия Гедимин (1316—1341) и Ольгерд (1345—1377) распространяли своё политическое влияние на Смоленское и Брянское княжества, что вызывало противодействие московских князей, получавших от ханов ярлыки на великое княжение владимирское. В частности, когда в 1340 году смоленский князь Иван Александрович вступил в союз с великим князем литовским Гедимином и отказался от выплаты дани, на Смоленск был организован совместный поход Орды и русских князей во главе с Иваном Калитой. Смоленскому князю удалось устоять без литовской военной помощи.

### В правление Ольгерда
1362 — в ходе ослабления Орды, во время затяжной борьбы за власть прямое военное столкновение произошло в Битве на синих водах. В результате под прямой контроль Великого княжества Литовского перешли Киевское княжество (включая Посемье, до среднего Дона) и Подолье.
1363 — после победоносного сражения с крымчаками в низовьях Днепра, войска Ольгерда вторгаются в Крым, взяв Сарсону.
Великий князь литовский Ольгерд посадил на княжения в Киеве и Чернигове своих сыновей Владимира и Константина, которые признавали двойную вассальную зависимость: от Литвы и Золотой Орды. Подольская земля была передана Ольгердом в удельное владение своим племянникам, сыновьям младшего брата Кориата. В середине 1360-х годов возник стратегический союз между Ольгердом и правителем западной части Орды, Мамаем, выражавшийся в совместной поддержке тверских князей против московских и восстановлении Литвой выплаты дани за находившиеся в её составе южнорусские земли.
В 1370 году вспомогательный татарский отряд, присланный Мамаем, участвовал в крупном военном походе литовско-русской рати под предводительством Ольгерда и Кейстута на владения тевтонских рыцарей-крестоносцев в Пруссии.
После смерти Ольгерда Гедиминовича (1377) в Литве началась междоусобная борьба за верховную власть между его сыном Ягайлом и младшим братом Кейстутом. Часть литовских князей участвовала в Куликовской битве на стороне Дмитрия Московского (князья Дмитрий Боброк Волынский, Андрей Полоцкий и Дмитрий Брянский). Основные силы во главе с великим князем литовским Ягайло, находившимся в союзе с Мамаем, в битве не участвовали. Ягайло Ольгердович с литовско-русской ратью выступил на соединение с Мамаем, но дошёл только до города Одоева в верховьях р. Оки.

### В правление Витовта, участие Литвы в борьбе за власть в Орде
По некоторым данным Витовт в 1397—1398 годах совершил два похода вглубь золотордынских улусов, помогая своему союзнику Тохтамышу в борьбе за власть с Тимур Кутлугом и Едигеем.
1397 — великий князь литовский Витовт Кейстутович (1392—1430) дошёл до низовьев Дона и вторгся в Крым, затем, взяв Сарсону, дошёл до Кафы, столицы генуэзских владений в Северном Причерноморье. В следующем 1398 году Витовт через Подолию вышел к черноморскому побережью у устья Днепра и Южного Буга.
1399 — великий князь Литовский Витовт решил вмешаться в борьбу за власть в Золотой Орде на стороне хана Тохтамыша, чтобы подчинить её своему политическому влиянию. Весной 1399 году великий князь литовский Витовт стал собирать войска для нового крупного похода на Золотую Орду. Под командованием Витовта собралось около 38 тыс. чел. (литовцы, жмудины, поляки, русские, молдаване, татары Тохтамыша и большой отряд тевтонских рыцарей). В составе литовской рати находилось пятьдесят литовских и русских удельных князей, вассалов Витовта. 8 августа великий князь литовский Витовт во главе собранной армии выступил из Киева в поход на Золотую Орду, но 12 августа потерпел катастрофическое поражение от хана Темир-Кутлуга и эмира Едигея. В сражении погибло двадцать литовско-русских князей, включая нескольких героев Куликовской битвы (Андрей и Дмитрий Ольгердовичи), южнорусские владения Литвы вплоть до Луцка были разорены. Татарские войска осаждали Киев, жители которого за снятие осады вынуждены были выплатить большой денежный выкуп. Ослаблением великого княжества Литовского воспользовались русские князья, чтобы отвоевать у него Смоленск (временно), и поляки, чтобы усилить своё влияние в Литве (Виленско-Радомская уния).
В дальнейшем, великий князь литовский Витовт продолжал вмешиваться во внутренние дела Золотой Орды, где происходила длительная гражданская война. Многочисленные царевичи-чингизиды (потомки Чингисхана) вели ожесточенную и длительную междоусобную борьбу за власть в улусе Джучи. Витовт предоставил в своих владениях убежище сыновьям Тохтамыша. Царевич Джелал ад-Дин со своими братьями был поселен в Троках. В 1410 году Джелал ад-Дин с татарской конницей принял участие на стороне великого князя литовского Витовта и польского короля Ягайло в Грюнвальдской битве с Тевтонским орденом.
1412 — Джелал ад-Дин выступил с братьями из Литвы в поход на Золотую Орду, одержал победу над своим соперником Тимур-ханом и захватил ханский престол., но в следующем 1413 году, был свергнут с престола и убит своим братом Керимберды, ставленником великого князя московского Василия Дмитриевича. Тогда великий князь литовский Витовт провозгласил новым ханом царевича Кепек-хана (Бетсбулана), одного из сыновей Тохтамыша, находившегося тогда в литовских владениях. В 1414 году Кепек-хан на небольшое время занял ханский трон в Сарае, но вскоре был вынужден отступить под натиском Едигея, который объявил новым ханом царевича Чокре-оглана. Они начали борьбу с Кепеком и победили его. Несмотря на поражение, Кепек-хан ещё в течение ряда лет считался ханом в южнорусских землях, находившихся под контролем Вильно.
1416 — году эмир Едигей совершил разорительный поход в Среднее Поднепровье и разорил Киев, уничтожив ряд его сохранившихся строений. Митрополит киевский был вынужден переехать в Вильно. В следующем году Едигей разорил Подолье.
1419 — при сильной поддержке литовского князя Витовта на золотоордынский престол вступил Кадыр-Берди, свергнув и убив прежнего хана Дервиш-хана.
1422 — Витовт предоставил приют хану Золотой Орды Улу-Мухаммеду, разгромленному своим противником Бораком. В 1424 году войска великого князя нанесли поражение претенденту на трон Золотой Орды царевичу Худайдату, совершившему поход на Одоевское княжество. В конце того же года великий князь литовский Витовт поддержал Улу-Мухаммеда, который выступив из Литвы, овладел сначала Крымом, а в 1426 году и Сараем, столицей Золотой Орды.

## Походы Сеид-Ахмедa на Литву

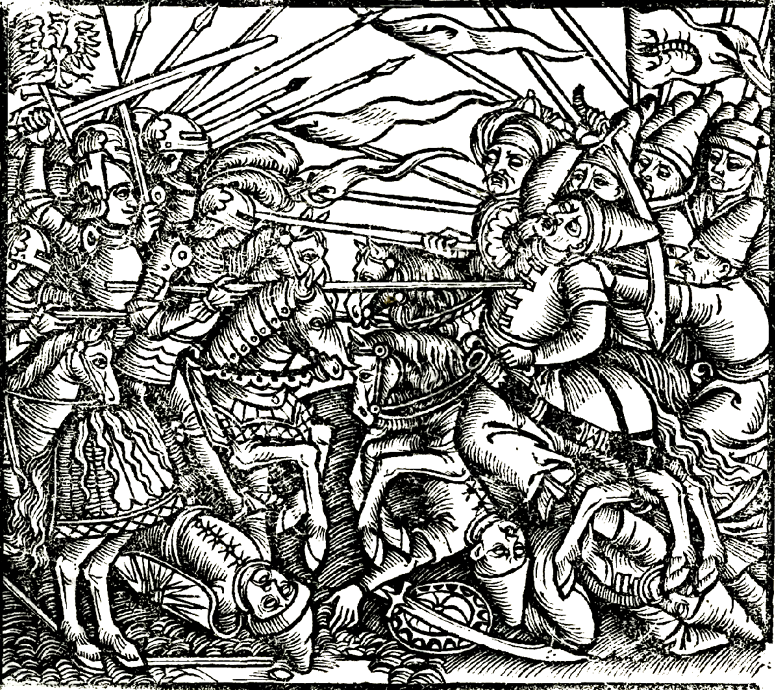
Бой с татарами

После смерти великого князя литовского Витовта (1430) в Великом княжестве Литовском началась длительная междоусобная война за власть между двоюродными братьями Свидригайло Ольгердовичем и Сигизмундом Кейстутовичем. Хан Золотой Орды Улу-Мухаммед поддерживал Свидригайло и неоднократно посылал ему на помощь татарские войска, пока последний не заключил союз с Сайид Ахмадом, внуком Тохтамыша и соперником Улу-Мухаммеда. Сайид-Ахмат контролировал степи между Днепром и Доном, вел длительную междоусобную борьбу за первенство с золотоордынскими ханами Улу-Мухаммедом и Кичи-Мухаммедом. Совершал и организовывал многочисленные разорительные набеги на пограничные литовские и польские владения.
1438 — Сеид-Ахмед разорил Подолье и разгромил польское войско под командованием старосты Михаила Бучацкого.
1448—1451 — хан Большой Орды Сеид-Ахмед оказывал военную поддержку Михаилу Сигизмундовичу в борьбе с Казимиром Ягеллончиком за великокняжеский престол. В сентябре 1448 года Сеид-Ахмед с татарским войском опустошил Подолье и захватил большое количество пленников. По сообщению Я. Длугоша, в 1449 году Михаил Сигизмундович с союзным татарским войском захватил Стародуб, Новгород-Северский, Киев и ряд других приграничных городов. В 1450 году Сеид-Ахмед разорил Подольское и Русское воеводства, захватив большой «полон».
1452 — году татарские отряды Сеид-Ахмеда дважды нападали на Подолию и дошли до Львов, Сеид-Ахмед разорил окрестности Теребовля, Большая Орда вторглась в южные владения ВКЛ и разорила Луцкую землю, захватив в плен девять тысяч человек. При нападении Сеид-Ахмеда король польский и великий князь литовский Казимир Ягеллон обращался за помощью к крымскому хану Хаджи Гераю. С большим количество пленников и богатой добычей Сеид-Ахмед-хан двинулся обратно в свои улусы. Крымский хан Хаджи Герай, собрал войско, выступил против Сеид-Ахмеда и напал на него после переправы через Днепр. Крымский хан внезапно напал, окружил и разгромил войско Большой Орды. Сеид-Ахмед-хан с небольшим количеством воинов смог вырваться из окружения, а большинство его людей перешло на сторону крымского хана. Разбитый Сеид-Ахмед бежал к Киеву, обратившись за помощью к великому князю литовскому Казимиру Ягеллончику. В Киеве Сеид-Ахмед был арестован и отправлен в Вильно, столицу ВКЛ. Великий князь литовский Казимир отправил знатного пленника в Ковно, где он прожил остаток своей жизни. Девять сыновей Сеид-Ахмеда поселились среди литовских татар.

## Ярлыки ханов Золотой Орды великим князьям Литовским
В XIV—XV веках ханы Золотой Орды отправляли князьям Великого Княжества Литовского ярлыки, в отличие от ярлыков, выдаваемых вассальным княжествам они не давали власть подчинённому государству, а скорее имели вид дипломатической переписки, в частности в ярлыке Тохтамыша Витовту хан называет Витовта братом, что было бы неслыханных обращением к сюзерену. Можно выделить следующие ярлыки:
- Ярлык Абдуллы (Мамая) Ольгерду (1362)
- Ярлык Тохтамыша Ягайлу (1392—1393)
- Ярлык Тохтамыша Витовту (1397—1398)
- Ярлык Улуг-Мухаммеда Свидригайлу (1431)[12][13][14]